# Astrophytum caput-medusae
Astrophytum caput-medusae – gatunek z rodziny kaktusowatych. Epitet gatunkowy caput-medusae oznacza „głowa Meduzy”. Gatunek bywa też wyróżniany w monotypowy rodzaj Digitostigma z powodu nietypowej morfologii.

## Zasięg geograficzny
Gatunek występuje w Meksyku, gdzie rośnie na wysokości od 100 do 200 m n.p.m. na siedliskach pustynnych.

## Morfologia
PokrójMorfologia tego gatunku odbiega od typowego dla Astrophytum kształtu 4- do 8-ramiennej gwiazdy w przekroju poziomym. Roślina ma charakter krzaczkowaty.
PędWydłużony, wąski cylindryczny, bez żeber, z areoli wyrastają szczeciny i czasami do czterech, 1–3 mm półzgiętych cierni. Pokryty drobnymi filcowymi kłaczkami.
KorzenieWrzecionowate, mięsiste, kruche i delikatne.
KwiatyDzienne, żółte, u podstawy pomarańczowe.
OwoceMięsiste, czerwone lub zielone, pokryte ciemnymi, szaroczarnymi łuskami i jasnobiaławymi, wełnistymi włoskami. Suche po dojrzeniu, zawierają po 40–100 nasion. Nasiona czarne lub ciemnobrązowe, do 3 mm wielkości.

## Zagrożenie
Zgodnie z raportem z roku 2013 gatunek ten jest w krytycznym stopniu zagrożony wyginięciem, a jego populacja ciągle maleje.